# Walumbe
Walumbe, w wierzeniach Bagandów z Ugandy bezwzględny i kapryśny bóg śmierci. Główna świątynia Walumbe wznosiła się nad rozpadliną uważaną za wejście do krainy śmierci Sematimba.